# Lausannes universitet

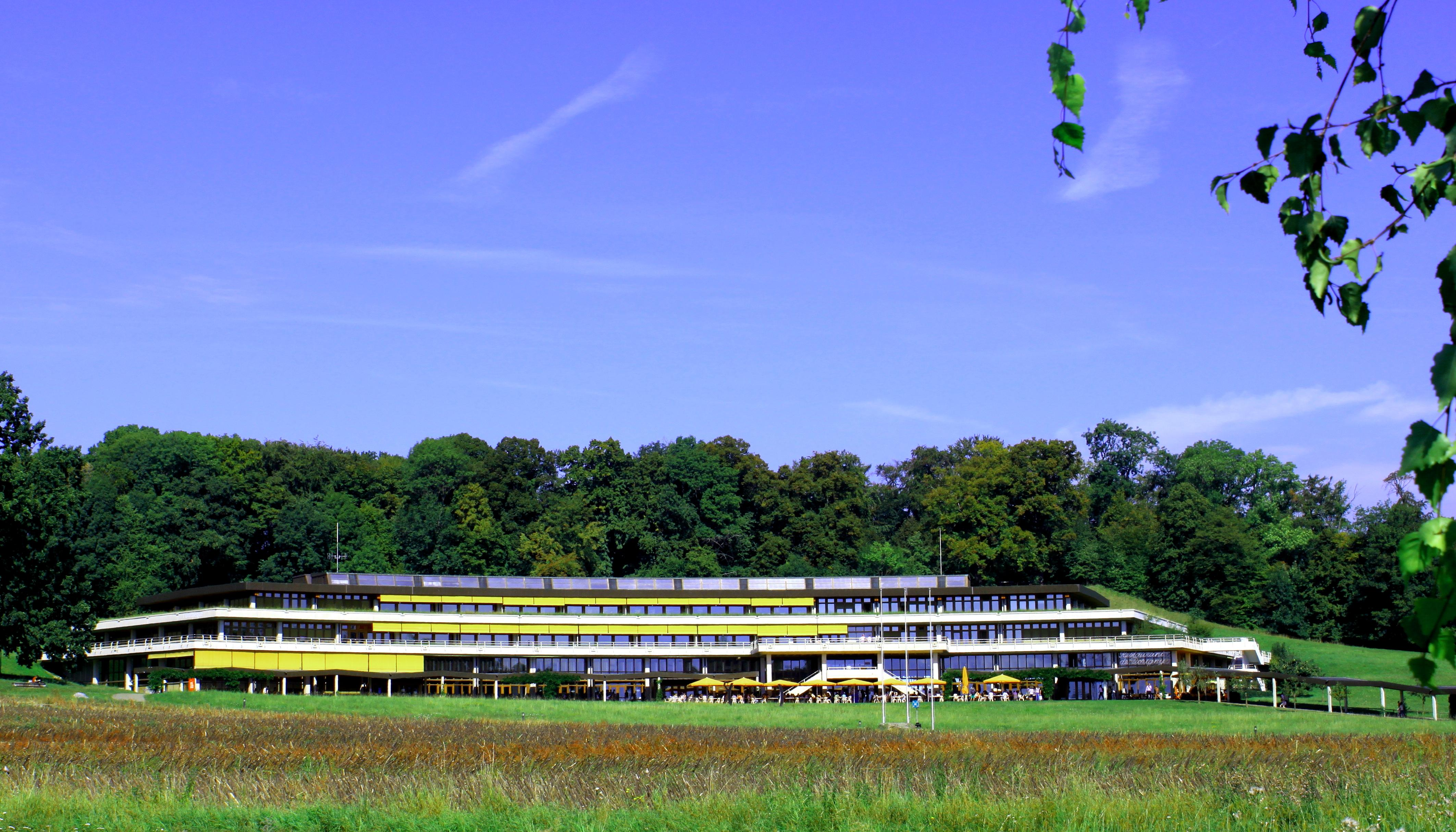

Lausannes universitet, franska: Université de Lausanne, förkortas UNIL, är ett franskspråkigt universitet i Ecublens utanför Lausanne i västra Schweiz. Antalet studerande är omkring 12 000.
Universitetet grundlades 1537 som ett prästseminarium och fick status som universitet 1890. 
Det består av sju fakulteter, varav särskilt det företagsekonomiska, HEC Lausanne, får en hög plancering vid internationella jämförelser. Fram till 2005 använde universitetet den franska universitetsmodellen, men i dag följer det kraven i Bolognaprocessen.